# Deuxième bataille de Dongola
Expansion de l'islam
La deuxième bataille de Dongola ou siège de Dongola est un affrontement militaire opposant en 652 les forces arabo-egyptiennes du califat des Rachidoune aux forces chrétiennes nubiennes du royaume de Makurie. La bataille, tournant en faveur de la Makurie, met fin à l'expansion musulmane en Nubie, puis entraine une paix historique entre le monde musulman et une nation chrétienne, permettant l'établissement de relations commerciales. Cette situation permet à la Makurie de devenir une puissance régionale dominant la Nubie pour les 500 années suivantes.

## Contexte
Les relations entre le royaume de Makurie et l'Égypte du califat des Rachidoune débute en 642 avec la première bataille de Dongola (en). Après leur défaite, les Arabes se retirent de Nubie, et une paix relative est observée en 645. D'après l'historien arabo-égyptien du XIVe siècle al-Maqrîzî, c'est la Makurie qui rompt la trêve, entrainant la réaction d'Abd Allâh ibn Saad, le second gouverneur de l'Égypte musulmane, dont l'objectif est de mater les makuriens. Le nord et le centre de la Nubie sont à cette époque unis sous le règne du roi makurien Qalidurut.
Les découvertes archéologiques modernes montrent que la Dongola du VIIe siècle est une ville bien fortifiée. Elle est entourée d'une muraille d'au moins 6 m de haut, atteignant une largeur de 4 m à sa base, avec des tours, constituée de brique crue et de mortier revêtu de pierre. Les tours des coins, rondes, font 6 m de large et sont projetées à 8 m du mur d'enceinte. Deux tours supplémentaires sont présentes sur le mur nord. Ces tours ont cependant pu être rajoutées plus tardivement, peut-être à la suite du siège de 652.

## Bataille

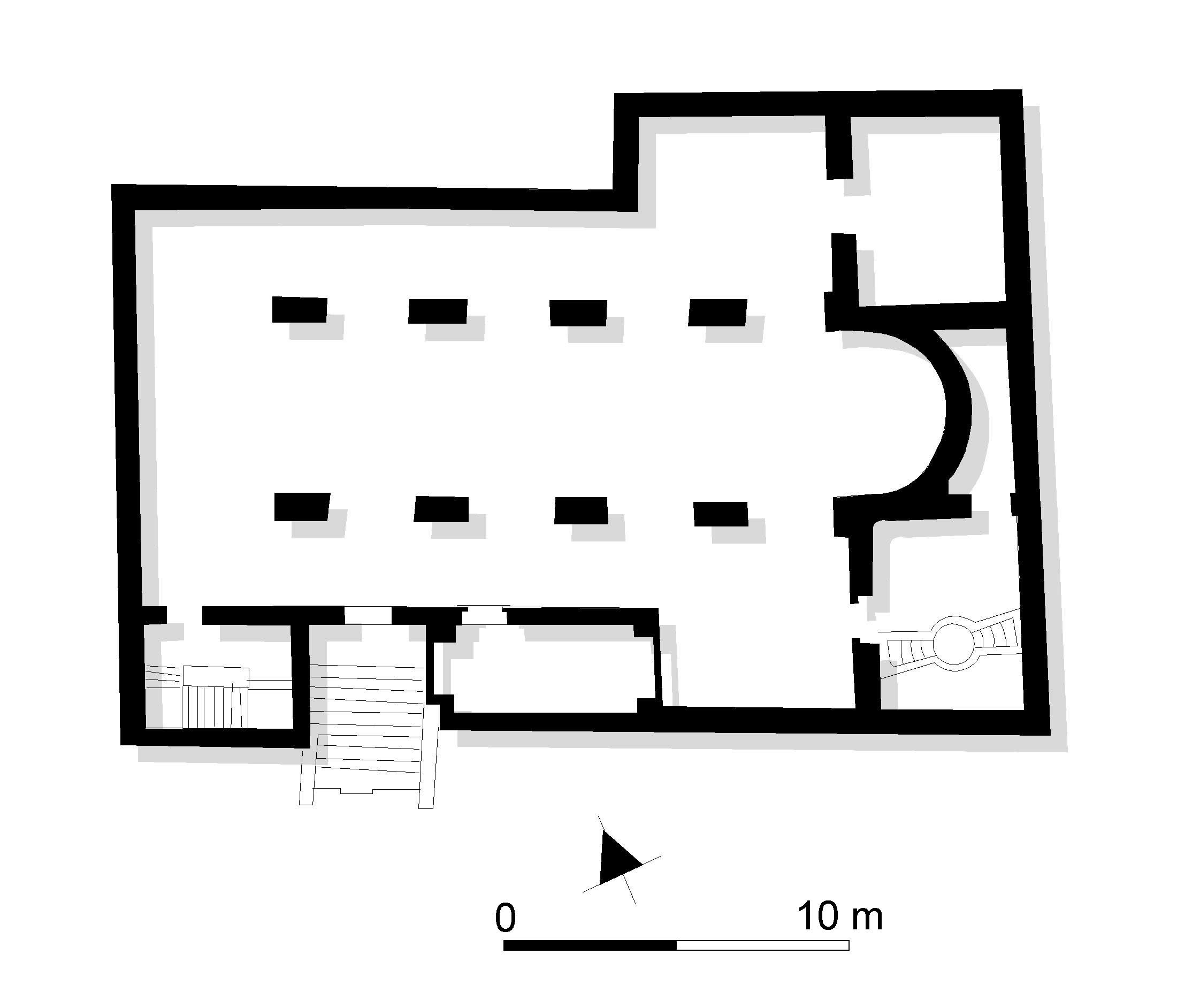
Plan de la Vieille église, peut-être détruite lors du siège.

Abd Allâh marche sur Dongola avec une force de 5 000 hommes en 651. Il dispose également d'une cavalerie lourde et d'une catapulte (manjaniq), probablement un mangonneau, objet de siège inconnu des makuriens d'après al-Maqrîzî. Il décide d'assiéger la ville, ce qui place sa cavalerie lourde dans une situation difficile d'assaut d'une ville fortifiée défendue par les excellents archers nubiens. La cathédrale de la ville est endommagée par les tirs de catapultes lors du siège,.
Le siège s'achève par une bataille rangée, infligeant d'importantes pertes aux forces d'Abd Allâh, au point que Qalidurut ne cherche initialement pas à négocier une paix. Les arabes finissent par lever le siège et négocier un pacte (baqt). Pour l'historien égyptien du IXe siècle Ibn 'Abd al-Hakam, Abd Allâh « est incapable de les [les makuriens] battre ». L'historien chiite du Xe siècle Ibn A'tham al-Kufi (en), peu favorable aux forces du calife, est encore plus sévère : « les musulmans n'ont jamais (auparavant) souffert d'une défaite comme celle subie en Nubie ». Un poète arabe décrivant la bataille écrit:
« 
Mes yeux n'ont jamais vu un autre combat comme Damqula [Dongola],

Avec des chevaux au galop chargés de cottes de mailles.
 »
Lors des siècles qui suivent cependant, l'historiographie musulmane présente le siège et la seconde bataille de Dongola comme une victoire : ainsi d'après al-Maqrîzî, c'est Qalidurut qui sort de la ville en quête d'un traité de paix. Il est cependant possible que cette version des évènements découle d'une confusion entre l'affrontement de 652 et le conflit entre la Nubie et le sultanat mamelouk à la fin du XIIIe siècle.

## Conséquences
Les détails sur la deuxième bataille de Dongola sont rares, mais on sait que les forces du califat ont souffert de pertes suffisamment lourdes pour contrarier leur objectif initial, c'est-à-dire la prise de Dongola. Une paix, connue sous le nom de baqt, est négociée entre les deux parties et perdure ensuite pendant six siècles. Elle établit des relations commerciales entre l'Égypte musulmane et la Nubie chrétienne, incluant l'échange de blé, d'orge, de vin, de chevaux et de lin en provenance d'Égypte contre la livraison annuelle de 360 esclaves venant de Nubie.
Le baqt est sans précédent au cours de la jeune histoire de l'islam, établissant un nouveau paradigme dans les relations entre musulmans et non-musulmans en considérant la Nubie comme terre libre de conquête, une exception. Les seigneurs de cette région chrétienne parviendront à commercer sur un pied d'égalité avec les dirigeants musulmans jusqu'au XIIe siècle, lorsque la puissance de la Nubie commence à décliner. À la suite de cette bataille et du baqt, la Nubie chrétienne dispose d'un contexte favorable pour prospérer durant les 600 années suivantes.